# Wiarden
Das Warfendorf Wiarden ist ein Ortsteil der Gemeinde Wangerland im niedersächsischen Landkreis Friesland. Neben einigen Einzelgehöften umfasste das ehemalige Wiarder Kirchspiel das eigentliche Dorf sowie den Wiarder Binnendistrikt und den Wiarder Grodendistrikt. 1933 wurde die ehemals selbständige Gemeinde Wiarden aufgelöst und in die wangerländische Gemeinde Minsen eingegliedert; seit 1971 gehört Minsen (und damit auch Wiarden) zur neugebildeten Gemeinde Wangerland.

## Name
Wiarden wurde laut der Chronica Jeverensis (1592) zum ersten Mal 1155 urkundlich erwähnt. Im Jahr 1324 lautet der Ortsname Wyarthe, 1449 Wyrden, ein Jahr später Wygerden, dann 1684 Weyern und schließlich ab 1800 Wiarden. Nach Arend Remmers unterstützen die Varianten die Annahme, dass der Name eine Ableitung vom altfriesischen werth, werd ist und damit Insel beziehungsweise Anhöhe im Feuchtgebiet bedeutet. Er vermutet, dass der Ortsname bereits früh an den Personennamen Wiard angeglichen worden ist.

## Geschichte
Die Anfänge Wiardens liegen im Dunkeln. Carl Woebcken vermutete, dass eine erste Besiedlung des Wiardener Raumes um Christi Geburt erfolgte. Er berief sich dabei auf geologische Befunde. Danach ist die Wiardener Dorfwarf Teil einer sogenannten Warfenkette, zu der auch der Wohnplatz Aukens gehört. Eine Aneinanderreihung von Warfen bedeutet zweierlei: Zum einen, dass in der Nähe solcher Warfen ursprünglich ein Flussufer oder eine Meeresküste nicht weit entfernt gewesen ist; zum anderen zeigen solche Warfenketten, dass es sich hier um frühe Marschsiedlungen handelt. Dabei sind die heutigen Warften erst im Laufe der Jahrhunderte entstanden. Zuerst standen die Häuser auf flacher Ebene. In Wiarden erkennt man noch heute, dass sie ursprünglich einen Ring gebildet haben. Damit gehört Wiarden mit dem wangerländischen Ziallerns, dem Krummhörner Rysum und anderen Siedlungen zu den sogenannten Rundlingen.

Ansichtskarte von Wiarden (vor 1912)

Eine legendarische Erzählungen berichtet, der Bremer Erzbischof Adaldag (ca. 900–988) habe zu seinen Lebzeiten eine Kapelle in Wiarden errichten lassen. Ältestes noch erhaltenes Bauwerk des Ortes ist die Kirche St. Cosmas und Damian. Sie soll bereits um 1164 bestanden haben. Für das Kirchenschiff, das mit Granitquadersteinen erbaut worden ist, könnte die Zeitangabe durchaus richtig sein. Die aus Klosterformatsteinen gefertigte Chorapsis stammt allerdings erst aus dem 15. Jahrhundert. Bei archäologischen Grabungsarbeiten in der Nähe der Granitquaderkirche stieß man auf mögliche Reste einer Rund 300 Jahre älteren Vorgängerkirche aus Holz.
Auf das Jahr 1164 verweist auch auf eine kriegerische Auseinandersetzung zwischen den Östringern und den Wangerländern und deren letzte Schlacht bei Wiarden stattfand. Die Letztgenannten gingen aus diesem Kampf siegreich hervor; „sie vertheididigten sich den ganzen Tag so tapfer, daß jene ihnen nichts anhaben konnten.“ Für 1457 meldet die Dorfchronik eine weitere Auseinandersetzung. Der jeversche Häuptling Tanno Duren schlug bei „Nendorpf“ den Esenser Adelsmann Sido. Das dabei erbeutete Feldzeichen wurde – so die damalige Redeweise – „in die Kirche zu Wyerden geopfert“.
Für das Mittelalter ist eine Burg Wiarden dokumentiert, die nordwestlich des Warfendorfes stand und am heutigen Mahnweg nach Stumpens lag. Der Wehrgraben ist noch gut zu erkennen. Die Burganlage gehörte Anfang des 16. Jahrhunderts dem begüterten Richter Hillert Popken († vor 1550). Seine Witwe heiratete in zweiter Ehe den aus dem Osnabrücker Land stammenden Adeligen Jasper Sparenborg. Dadurch fiel die Burg an dessen Familie, die es zu einem Gutshaus umbaute, das den Namen Sparenburg erhielt. Später übernahm Graf Anton Günter von Oldenburg (1583–1667) das adlig-freie Gut und verschenkte es 1649 an den Deichgrafen Joachim von Böselager als Anerkennung für dessen treue Dienste. Heute befindet sich auf dem ehemaligen Burggelände ein Reiterhof.
Bis zum 15. Jahrhundert gehörte Wiarden zum Erzbistum Bremen. Zuständige Sendkirche war in dieser Zeit die Gaukirche Hohenkirchen. Vor der Reformation zählte das Kirchspiel Wiarden gut 460 Einwohner, die von drei Geistlichen seelsorgerlich betreut wurden. Nach der Reformation, die für Wiarden eng mit dem Namen des Pastors Abel Sybrandi verbunden ist, reduzierte sich die Zahl der Seelsorger auf zwei Pastoren. Wiarden wurde im Laufe seiner Geschichte immer wieder von Sturmfluten heimgesucht, die sowohl von Norden als auch von Osten her das Land überschwemmten. Besonders tragisch waren die Folgen der Weihnachtsflut 1717, bei der 65 Dorfbewohner ertranken. Auch wurden große Viehbestände vernichtet und zahlreiche Häuser des Dorfes zerstört. In den beiden Jahren zuvor hatte eine in Nordwestdeutschland grassierde Viehseuche bereits im Kirchspiel Wiarden 409 Rinder dahingerafft.

### Verwaltungsgeschichte
Das Kirchspiel Wiarden gehörte bis 1806 zum wangerländischen Teil der Herrschaft Jever Sie war Sitz einer Vogtei. Von 1806 bis 1810/11 war sie Teil des Arrondissement Jever im Département Ems-Oriental des (französischen) Königreichs Holland. Zwei Jahre, von 1811 bis 1813, bildete Minsen gemeinsam mit St. Joost eine Mairie (= Bürgermeisterei) im damaligen Kanton Hooksiel. Im Anschluss daran war das Kirchspiel Teil des Amtes Minsen. 1855 wurde staatlicherseits eine neue Gemeindeordnung erlassen, die am 1. Mai 1856 inkrafttrat. Mit ihr wurde aus dem bisherigen Kirchspiel Wiarden die Gemeinde Wiarden mit insgesamt 172 Haushaltungen und 732 Einwohner. Die Gemeinde gliederte sich in die beiden Bezirke Binnendistrict und Grodendistrict. Der Binnendistrict bestand aus den Ortschaften und Wohnplätzen Kirchdorf Wiarden, Stumpens und Wiarder Altendeich. Der Grodenstrict umfasste die Siedlungen Wiardergroden und Horumersiel. Nachdem das Amt Minsen 1858 aufgelöst worden war, gehörte Wiarden zum Amt Jever.
Im Rahmen der oldenburgischen Verwaltungsreform von 1933 wurde die Gemeinde Wiarden aufgelöst und Teil der neuen Gemeinde Minsen. Das Gesetz über die Bildung der Gemeinde Wangerland, Landkreis Friesland vom 25. Januar 1971 regelte dann, dass Minsen und damit auch Wiarden zum 1. Februar 1971 in die neugebildete Gemeinde Wangerland eingegliedert wird.

### Schulgeschichte
Eine erste Schule ist für Wiarden schon vor 1647 bezeugt. Sie stand im Kirchdorf. 1857 wurden die Kinder der Gemeinde Wiarden in zwei Schulen unterrichtet; eine befand sich in Wiarden, die andere in Horumersiel. Zwei landeskirchliche Schulachten führten die Aufsicht, wobei eine der Schulen, die unter der Obhut der Wiarder Schulachten stand, ihren Sitz in der Gemeinde Minsen hatte.
| Streckenlänge: | 12 km                |                               |                                            |
| Spurweite: | 1435 mm (Normalspur) |                               |                                            |
| |                      |                               |                                            |
| \| \| \| \| Bahnstrecke Jever–Harle von (Sande–) Jever \| \| \| 0,0 \| Hohenkirchen \| Hohenkirchen \| \| \| \| nach Harle \| \| \| \| 4,3 \| Wiarden \| Wiarden \| \| \| 6,8 \| Kaiserhof \| Kaiserhof \| \| \| 8,3 \| Horumersiel \| Horumersiel \| \| \| \| zur Wiesenbatterie \| \| \| \| 10,7 \| Schillig \| Schillig \| \| \| \| zu den Stellungen (Batterien) \| \| |                      |                               |                                            |
| Strecke (außer Betrieb) |                      |                               | Bahnstrecke Jever–Harle von (Sande–) Jever |
| Bahnhof (Strecke außer Betrieb) | 0,0                  | Hohenkirchen                  | Hohenkirchen                               |
| Abzweig geradeaus und nach links (Strecke außer Betrieb) |                      | nach Harle                    | nach Harle                                 |
| Haltepunkt / Haltestelle (Strecke außer Betrieb) | 4,3                  | Wiarden                       | Wiarden                                    |
| Haltepunkt / Haltestelle (Strecke außer Betrieb) | 6,8                  | Kaiserhof                     | Kaiserhof                                  |
| Bahnhof (Strecke außer Betrieb) | 8,3                  | Horumersiel                   | Horumersiel                                |
| Abzweig geradeaus und nach links (Strecke außer Betrieb) |                      | zur Wiesenbatterie            | zur Wiesenbatterie                         |
| Bahnhof (Strecke außer Betrieb) | 10,7                 | Schillig                      | Schillig                                   |
| Strecke (außer Betrieb) |                      | zu den Stellungen (Batterien) | zu den Stellungen (Batterien)              |

### Ehemalige Marinebahn (1915–1949)
Im Jahr 1915 fand die Einweihung der Marinebahn Hohenkirchen-Schillig statt. Ihre Aufgabe war es, die Geschützstellungen der Kriegsmarine im Eingangsbereich des Jadebusens an das Eisenbahnverkehrsnetz anzubinden. Da die Großherzoglich Oldenburgischen Staatseisenbahnen (GOE) den Bahnbetrieb auf dieser Nebenstrecke nicht übernehmen wollten, wurde die Bahn als Privatanschluss der Marine betrieben. Außer Wiarden hatten auch die Anliegergemeinden es abgelehnt, die Strecke in gemeinsamer Regie zu betreiben. 1935 übernahm die Deutsche Reichsbahn die Bahnverbindung Hohenkirchen–Schillig und gab sie für den öffentlichen Verkehr frei. Aus verschiedenen Gründen gelang es jedoch nicht, sie planmäßig zu nutzen. Allerdings gab es hin und wieder Urlauber-Sonderzüge mit den Zielen Horumersiel und Schillig. Mit Beginn des Zweiten Weltkrieges diente die Nebenlinie bis zum Kriegsende 1945 wieder ausschließlich militärischen Zwecken. Anschließend verkehrten auf ihr für wenige Jahre Personen- und Güterzüge. Am 28. April 1949 wurde die Strecke stillgelegt. Das ehemalige Gleisbett ist noch in der Nähe der Wiarder Höfe Immerwarfen und Kronenburg zu erkennen.

## Lage
Wiarden liegt im Jeverland. Die Nordseeküste ist 6 Kilometer in nördlicher Richtung entfernt. Die Jade mit Zugang zur Nordsee fließt 5 Kilometer entfernt östlich. Der Ort liegt 14 Kilometer nördlich von Wilhelmshaven, 2 Kilometer westlich der Straße, die von Wilhelmshaven über Hooksiel nach Horumersiel und Schillig führt.

## Sehenswürdigkeiten
Die evangelisch-lutherische Kirche St. Cosmas und Damian soll bereits 1164 bestanden haben. Es ist ein romanischer Granitquaderbau, unter anderem mit Resten von Wandmalereien aus dem 13. Jahrhundert.

## Vereinsleben
- Freiwillige Feuerwehr (FF) Wiarden.[20]
- Boßelverein „Hier mutt he henn“ Wiarden e. V.
- Wiarder Karnevalsfreunde (WKF).

## Persönlichkeiten
- Agnes Willms-Wildermuth (1844–1931), Schriftstellerin, lebte mit ihrem Ehemann, dem Pastor Eduard Willms, zeitweise in Wiarden.